# Rudolf Andersen
Không nên nhầm lẫn với một vận động viên thể dục dụng cụ Đan Mạch và Olympic khác là Carl Andersen (thể dục dụng cụ) hoặc vận động viên Olympic người Na Uy Carl Albert Andersen
Carl Rudolf Svend Andersen (11 tháng 8 năm 1899 - 7 tháng 7 năm 1983) là một vận động viên thể dục dụng cụ người Đan Mạch, đã từng thi đấu tại Thế vận hội Mùa hè 1920. Ông là một thành viên của đội Đan Mạch, đã giành được huy chương vàng trong thi đấu đội thể dục dụng cụ nam, thi đấu tự do vào năm 1920.